# Deken (advocatuur)
Een algemeen deken is voorzitter van de Algemene Raad, het bestuur, van de Nederlandse orde van advocaten. Daarnaast is de rechtspraak in Nederland verdeeld in 11 arrondissementen, die ieder een eigen Orde van advocaten hebben. Deze elf Orden worden geleid door een Raad van de Orde onder voorzitterschap van een deken.
De dekens zijn belast met het toezicht op de advocaten in hun arrondissement en onderzoeken klachten over de advocaten. De dekens zijn wettelijk verplicht iedere klacht te onderzoeken en zij kunnen daarbij proberen een schikkingsregeling tussen de partijen te treffen. De deken is vergelijkbaar met een openbaar aanklager, of officier van justitie: hij dient op te komen voor de rechtzoekende door ervoor te zorgen dat misstanden binnen de advocatuur worden onderzocht en zo nodig aangekaart bij de tuchtrechter.
De toezichthoudende deken is een bestuursorgaan en kan bestuursrechtelijke maatregelen opleggen zoals een last onder dwangsom of een boete. Ook kan de deken gebruik maken van het tuchtrechtelijke toezichtsinstrumentarium. Hij kan op verzoek van een klager een kwestie voorleggen aan de tuchtrechter. Ook kan de deken (bijvoorbeeld vanwege algemeen belang) zelf een klacht tegen een advocaat voorleggen bij de tuchtrechter. Ten slotte kan een deken spoedmaatregelen verzoeken bij de tuchtrechter, bijvoorbeeld als een advocaat (tijdelijk) niet meer in staat is zijn praktijk uit te oefenen. 
Dekenberaad
Om het toezicht op de advocatuur te professionaliseren en te uniformeren komen de dekens bijeen in het dekenberaad. Daarin stemmen de dekens beleid samen af.
Het College van Toezicht is een orgaan van de Nederlandse Orde van Advocaten dat als systeemtoezichthouder, met een blik van buiten kijkt naar het functioneren van het toezicht en de klachtbehandeling door de dekens. Het College van Toezicht wordt gevormd door de algemeen deken en twee door de Kroon benoemde leden.  
Bekende voormalige dekens van de Amsterdamse Orde van Advocaten, zijn Germ Kemper, Pieter van Regteren Altena en Evert Jan Henrichs. Momenteel wordt de functie van deken in Amsterdam door twee personen vervuld, namelijk door Jacqueline Schaap en door Barbara Rumora-Scheltema.
Bekende voormalige algemeen dekens van de Nederlandse orde van advocaten zijn onder anderen mr. F.W.B. baron van Lynden, jhr. mr. W.H. de Jonge, Els Unger, Willem Bekkers en Jan Loorbach. Momenteel wordt de functie van algemeen deken vervuld door twee personen vervuld: Sanne van Oers en Jeroen Soeteman. 
De deken wordt in België stafhouder genoemd.

## (algemeen) dekens
- 1952-1955: Ali Visser van IJzendoorn
- 1955-1959: P.W. van Doorne
- 1959-1963: L. Salomonson
- 1963-1967: F. baron van der Feltz
- 1967-1970: F.F. Hooft Graafland
- 1970-1973: P.J.W. de Brauw
- 1973-1976: J.J. van Wessem
- 1976-1977: H. Kuijper
- 1977-1979: Max Rood
- 1979-1981: Huub Roelvink
- 1981-1984: P.C. van den Hoek
- 1984-1986: J.R. Glasz
- 1986-1989: P.A. Wackie Eysten
- 1989-1991: L.C.J.M. Spigt
- 1991-1993: W.G. van Hassel
- 1993-1995: T. de Waard
- 1995-1998: Toon Huydecoper
- 1998-2000: Peter von Schmidt auf Altenstadt
- 2000-2002: M.W. Guensberg
- 2002-2005: J.H. Brouwer
- 2005-2007: E. Unger
- 2007-2010: W.M.J. Bekkers
- 2010-2013: Jan Loorbach
- 2013-2016: W.F. Hendriksen
- 2016-2018: B.J.R. Tongeren
- 2019-2020: Johan Rijlaarsdam[7]
- 2020-2021: Frans Knüppe[8]
- 2022-heden: Robert Crince le Roy[9]